# أوزلم يلماز
أوزلَم يلماز (بالتركية: Özlem Yılmaz)‏ ممثلة تلفزيونية وسينمائية تركية من مواليد 17 تموز 1986 في مدينة أسطنبول في تركيا، اشتهرت في العالم العربي بدروها في مسلسل الحب المستحيل بدور رشا.
أنهت «أوزلَم» دراستها الثانوية في مدرسة «جمهورية أتاكوي»، وكان حلمها الأساسي منذ صغرها أن تصبح ممثلة، وبالفعل بدأت في أخذ دروس خاصة في التمثيل من Musvik Kenter، لكنها اضطرت للتوقف عن الدروس عند وفاة والدها.
التحقت أوزليم بمركز موجدت جَزَن للفن Mujdat Gezen لتتخرج منه كممثلة عام 2006 كما تعتبر في هذا الوقت من الممثلات التركيات المشهورات حيث حققت جائزة أفضل ممثلة تركية عام 2010.

## أعمالها
- Rüyalarda Buluşuruz (2006)
- Felek Ne Demek (2006)
- Karagümrük Yanıyor (2006)
- Dicle (2007)
- الحب المستحيل (2007) بدور (رشا)
- Servet Avcısı (2008)
- Dantel (2008)
- Unutulmaz (2009) بدور عايدة
- 2013) kaçak)
- 2014) Emanet) بدور Zelal
- 2015) Kara Ekmek) بدور آسيا «وأنتحلت شخصية بأسم سالان»

## وصلات خارجية
- موقع أوزلَم يلماز (باللغة التركية)